# 丹羽高庸
丹羽 高庸（にわ たかやす）は、江戸時代中期の大名。通称は百介、五郎左衛門。陸奥国二本松藩の第6代藩主。官位は従四位下・若狭守。丹羽家第7代。

## 略歴
第5代藩主・丹羽高寛の長男として誕生。母は久保氏。生年は享保13年（1728年）とも。
寛保元年（1741年）4月13日、8代将軍・徳川吉宗にお目見えする。同年12月25日、従五位下若狭守に叙任する。延享2年（1745年）5月9日、父・高寛の隠居により、跡を継ぐ。延享4年（1747年）に幕府より木曽川・長良川・揖斐川の3河川治水工事の御手伝普請を命じられた（宝暦治水事件）。寛延3年（1750年）12月18日、従四位下に昇進する。明和2年（1765年）、父・高寛に先立って死去し、長男・長貴が跡を継いだ。戒名は大洞院殿柏庭宗樹大居士。墓所は福島県二本松市の大隣寺。

## 系譜
父母
- 丹羽高寛（父）
- 久保氏 ー 側室（母）

正室
- 達姫 ー 徳川宗直の八女

側室
- マツ
- ゲン
- 宮沢氏
- 里江

子女
- 丹羽長貴（長男）生母は宮沢氏（側室）
- 丹羽長恒（次男）生母は宮沢氏（側室）
- 中川久徳正室、生母はマツ（側室）
- 利恵姫 ー 松平直泰正室、生母はゲン（側室）
- 喜姫、清心院 ー 松平直泰継室後に間部詮茂継室、生母は宮沢氏（側室）
- 幹 ー 太田資順正室、生母は宮沢氏（側室）
- 満（五女） ー 本多助受正室、生母は里江（側室）